# Beg Reẕā
Beg Reẕā (persiska: علی آباد بيگ رضا, بيگ رضا, بگ رزا, عَليابادِ بِيگ رِزا, ‘Alīābād-e Beyg Reẕā, Beyg Reẕā, بگ رضا) är en ort i Iran.   Den ligger i provinsen Lorestan, i den centrala delen av landet, 300 km sydväst om huvudstaden Teheran. Beg Reẕā ligger 1 878 meter över havet och antalet invånare är 319.
Terrängen runt Beg Reẕā är kuperad åt sydost, men åt nordväst är den platt.Runt Beg Reẕā är det ganska tätbefolkat, med 72 invånare per kvadratkilometer. Närmaste större samhälle är Aznā, 18,1 km nordost om Beg Reẕā. Trakten runt Beg Reẕā består i huvudsak av gräsmarker.